# Michel André
Michel André (19 de diciembre de 1912 - 10 de noviembre de 1987) fue un dramaturgo y actor teatral y cinematográfico de nacionalidad francesa.

## Biografía
Nacido en París, Francia, su padre era el actor Marcel André. André debutó como actor teatral tras seguir los cursos de arte dramático de Louis Jouvet. 
Encarcelado durante la Segunda Guerra Mundial, retomó su actividad de actor tras la Liberación y, en 1955, obtuvo su primer gran éxito, tanto como actor como autor, en la adaptación para el cine dirigida por Jean-Paul Le Chanois Les Évadés, film sobre sus experiencias durante la guerra.
Además, fue el autor de ocho piezas teatrales, entre ellas La Bonne Planque, además de múltiples producciones televisivas.
Michel André falleció en Clamart, Francia, en 1987.

## Teatro

### Como actor
- 1937 : Bureau central des idées, de Alfred Gehri, escenografía de Louis Tunc, Teatro de la Michodière
- 1938 : La Dame de bronze et le Monsieur de cristal, de Henri Duvernois, escenografía de Alice Cocéa, Teatro des Ambassadeurs
- 1938 : El misántropo, de Molière, escenografía de Sylvain Itkine, Teatro des Ambassadeurs
- 1948 : La Folle du 27, de Jean Guitton, escenografía de Jacques-Henri Duval, Teatro de París
- 1951 : Les Liaisons dangereuses, de Pierre Choderlos de Laclos, escenografía de Marguerite Jamois, Teatro Montparnasse
- 1972 : En avant... toute !, escenografía de Michel Roux, Teatro Édouard VII - también autor

### Como autor
- 1956 :  Virginie, Teatro Daunou
- 1959 :  La Toile d'araignée, a partir de Agatha Christie, escenografía de Raymond Gérôme, Teatro de París
- 1960 : De doux dingues, a partir de Joseph Carole, escenografía de Jean Le Poulain, Teatro Édouard VII
- 1961 : Le Petit Bouchon, escenografía de Jacques Mauclair, Théâtre des Variétés
- 1962 : L'Idée d'Élodie, en colaboración con Roger Bernstein, escenografía de Jean Le Poulain, Teatro Michel
- 1965 : Ouah ! Ouah !, opereta con música de Étienne Lorin y Gaby Wagenheim, escenografía de Roland Bailly, Teatro de l'Alhambra
- 1966 : Vacances pour Jessica, de Carolyn Green, escenografía de Edmond Tamiz, Teatro Antoine
- 1967 : De passage à Paris, escenografía de Jacques-Henri Duval, Teatro Marigny (dentro de Au théâtre ce soir)
- 1971 : Deux imbéciles heureux, Teatro Gramont
- 1972 : En avant... toute !, escenografía de Michel Roux, Teatro Édouard VII

## Filmografía

### Como actor
| - 1931 : Pour un sou d'amour, de Jean Grémillon - 1933 : 14 Juillet, de René Clair - 1933 : Pour être aimé, de Jacques Tourneur - 1933 : First Offence, de Herbert Mason - 1935 : Une fille à papa, de René Guissart - 1937 : L'Escadrille de la chance, de Max de Vaucorbeil - 1937 : Êtes-vous jalouse ?, de Henri Chomette - 1937 : Les Pirates du rail, de Christian-Jaque - 1938 : La Vierge folle, de Henri Diamant-Berger - 1946 : L'Idiot, de Georges Lampin | - 1945 : Pa farliga vägar, de Per-Axel Branner - 1950 : Les Anciens de Saint-Loup, de Georges Lampin - 1950 : Le Traqué, de Boris Lewin y Frank Tuttle - 1952 : Monte Carlo Baby, de Jean Boyer - 1955 : Les Évadés, de Jean-Paul Le Chanois - también guionista - 1955 : Maigret dirige l'enquête, de Stany Cordier - 1955 : Les Assassins du dimanche, de Alex Joffé - 1957 : Amour de poche, de Pierre Kast - 1959 : Croquemitoufle, de Claude Barma - también guionista |

### Como guionista
- 1957 : Desnúdese señora, de Robert Vernay
- 1959 : Croquemitoufle, de Claude Barma
- 1962 : Virginie, de Jean Boyer
- 1979 : Les Bidasses en vadrouille, de Christian Caza

## Televisión

### Como actor
- 1955 : Chasse au crime

### Como autor
- 1964 : La Bonne Planque
- 1975 : Une femme seule
- 1976 : Larguez les amarres !
- 1976 : Comme du bon pain
- 1979 : Une fille seule
- 1979 : Les Amours de la Belle Époque :Petite madame
- 1980-1981 : Les Amours des années folles :
  - Un mort tout neuf
  - Les Sœurs Hortensia

Au théâtre ce soir
- 1966 : Virginie, escenografía de Christian Gérard, dirección de Pierre Sabbagh, Teatro Mogador
- 1967 : Vacances pour Jessica, de Carolyn Green, escenografía de Yves Bureau, dirección de Pierre Sabbagh, Teatro Mogador
- 1967 : De passage à Paris, escenografía de Jacques-Henri Duval, dirección de Pierre Sabbagh, Teatro Mogador
- 1969 : La Toile d'araignée, a partir de Agatha Christie, escenografía de Raymond Gérôme, dirección de Pierre Sabbagh, Teatro Mogador
- 1971 : Pour Karine, a partir de Ari Chen, escenografía de Jacques Mauclair,  dirección de Pierre Sabbagh, Teatro Mogador
- 1972 : De doux dingues, escenografía de Jean Le Poulain, dirección de Pierre Sabbagh, Teatro Mogador
- 1977 : Le Coin tranquille, escenografía de Michel Vocoret, dirección de Pierre Sabbagh, Teatro Édouard VII